# Vřesina (Opavai járás)
Vřesina település Csehországban, a Opavai járásban. Vřesina Závada, Hlučín, Bohuslavice, Píšť, Darkovice, Kozmice és Hať településekkel határos. Lakosainak száma 1694 fő (2024. január 1.).

## Népesség
A település lakosságának változását az alábbi diagram mutatja:
| Lakosok száma | 368  | 442  | 617  | 796  | 1262 | 1315 | 1624 | 1643 | 1652 | 1694 |
|               | 1869 | 1890 | 1921 | 1950 | 1980 | 2001 | 2017 | 2019 | 2022 | 2024 |